# Lúcio Calpúrnio Pisão (cônsul em 57)
Lúcio Calpúrnio Pisão (em latim: Lucius Calpurnius Piso; m. 70) foi um senador romano da gente Calpúrnia eleito cônsul em 57 com o imperador Nero. Era filho de Lúcio Calpúrnio Pisão, cônsul em 27, que havia sido obrigado a trocar seu prenome de Cneu para Lúcio depois da condenação de seu pai, Cneu Calpúrnio Pisão, na morte de Germânico.

## Carreira
Sua vida antes de seu consulado é praticamente desconhecida. Tácito relata um incidente no ano anterior no qual um conflito surgiu entre o pretor Vibúlio e o tribuno da plebe Antíscio Sosiano sobre a prisão de alguns espectadores arruaceiros de um espetáculo. O Senado decidiu contra Antíscio e Pisão foi além e propôs que os tribunos não tivessem mais permissão de atuar em casos envolvendo suas próprias casas.
Pisão era membro dos irmãos arvais, embora não se saiba quando ele foi co-optado para o colégio; é certo que ele compareceu aos encontros do grupo de 57 a 60 e em 63. Entre 60 e 63, já depois de seu consulado, serviu como superintendente dos aquedutos (curator aquarum). Em 62, Nero nomeou Pisão, juntamente com Aulo Ducênio Gêmino e Aulo Pompeu Paulino, para uma comissão encarregada de gerenciar as receitas públicas. Em 69, Pisão foi sorteado para ser o procônsul da África.
Durante seu mandato, a guerra civil conhecida como "ano dos quatro imperadores" irrompeu. Tanto a província quando o próprio Pisão se declararam por Vitélio, apesar de o comandante da legião do norte da África (que não estava sob o comando do procônsul), Caio Calpetano Râncio Quirinal Valério Festo, já estar em contato (secreto) com Vespasiano. Depois da morte de Vitélio, Cláudio Sagita, o mestre da cavalaria dele, chegou na África antes do mensageiro de Vespasiano, o general Caio Licínio Muciano. Sagita informou Pisão que uma ordem havia sido emitida para executá-lo, que seu seu genro já havia sido executado e que suas alternativas eram fugir para se juntar aos aliados de Vitélio que ainda restavam na Gália e na Hispânia ou se defender em Cartago. Pisão, contudo, não se abalou. Porém, o mensageiro Muciano havia sido enviado para negociar com Pisão e agitou a população para que se juntasse na praça do mercado e exigisse a presença do governador. Pisão evitou aparecer para a multidão, mas conseguiu que o mensageiro fosse levado até ele; ao questioná-lo, descobriu que a missão de Muciano era matá-lo. O procônsul então ordenou que ele fosse executado e se trancou no palácio, recusando-se a exercer suas funções para evitar uma rebelião.
Quando Festo soube dos eventos em Cartago, ele enviou uma unidade de cavalaria para assassinar Pisão. Embora nenhum deles conhecesse o procônsul, Pisão foi identificado por Bébio Massa, descrito por Tácito como "um homem já na época fatal para o bem e destinado a reaparecer frequentemente no decurso dos sofrimentos que ele não demoraria a enfrentar". Com Pisão morto, Festo tomou posse da província e declarou-a abertamente em nome de Vespasiano.

## Família
Pisão era casado com Licínia Magna com quem teve Calpúrnia, a esposa de Calpúrnio Galeriano, filho de Caio Calpúrnio Pisão.